# Castlevania: Lords of Shadow 2
Castlevania: Lords of Shadow 2 è un videogioco di tipo avventura dinamica e videogioco d'azione, sviluppato da MercurySteam e pubblicato da Konami, uscito a febbraio 2014 per PlayStation 3, Xbox 360 e Microsoft Windows. Segue gli avvenimenti del primo gioco parallelamente a Castlevania: Lords of Shadow - Mirror of Fate ed è caratterizzato da un'ambientazione fantasy-medievale dell'Europa meridionale.

## Trama
Gabriel Belmont, ora divenuto il Principe delle Tenebre Dracul, fronteggia un attacco al suo castello, il Castlevania, a opera della Confraternita della Luce. L'esercito comprende 500.000 uomini, affiancati dal Titano d'assedio, e capitanati dal paladino Roland de Ronceval. Dracul, però, riesce a distruggere il Titano e si scontra con il paladino. Messo alle strette, Roland prende una croce e comincia a recitare dei versetti in latino; ma Dracul non sembra essere spaventato, anzi: afferra anche lui la croce e, sarcasticamente, comincia a recitare anche lui; alla fine, un'enorme esplosione di luce distrugge ogni cosa nel raggio di molti chilometri. Dracul ne è uscito incredibilmente illeso, ma qualcun altro è alle sue spalle. Vengono ora narrati i fatti svoltisi in Castlevania: Lords of Shadow e Castlevania: Lords of Shadow - Mirror of Fate.
Sono passati molti secoli, e Dracul si risveglia, indebolito e invecchiato. Una volta fuori dalla cattedrale, scopre una città neo-gotica moderna, costruita sulle rovine del suo castello. All'improvviso, vede un ragazzo vestito come ai suoi tempi; seguendolo per un vicolo, Dracul si imbatte in un demone, però, essendo indebolito, viene facilmente atterrato; ma prima che il demone possa finirlo, questi viene tagliato a metà da un misterioso cavaliere. Dracul si risveglia in una stanza, insieme a un uomo, una donna e una bambina, e preso dalla sua sete di sangue li uccide, ringiovanendo. Al suo risveglio, gli si presenta Zobek, il Signore Oscuro dei Negromanti e suo ex-rivale, che gli propone un'insolita alleanza: impedire che Satana ritorni sulla Terra per vendicarsi di loro e del mondo. A tal proposito, bisogna eliminare i suoi discepoli, che, tra l'altro, sono la sua progenie; in cambio dell'aiuto, Zobek promette di dare a Dracul il riposo eterno con la recuperata Ammazzavampiri.
Dracul si dirige così alla Bioquimek Corporation. Una volta dentro l'edificio, Dracul si ritrova incredibilmente nel passato, più precisamente nel suo castello, dove rincontra il misterioso ragazzo, che si rivela essere lo spirito di suo figlio Trevor. Questi vuole aiutarlo a fargli riprendere la memoria, ma una presenza insidiosa cerca di ostacolarlo: è il sangue del castello, che vuole fare in modo che Dracul resti lì come ha sempre fatto nel corso dei secoli trascorsi all'interno. Fortunatamente, Dracul riesce a recuperare un suo antico potere, la Spada del Vuoto, e a distruggere i suoi soldati vampiri e un golem, posseduti dal sangue. Dopodiché, Trevor dà al padre un medaglione, con il quale potrà richiamare un lupo bianco che lo ricondurrà nel presente. Ritornato alla Bioquimek Corporation, Dracul si infiltra al suo interno; qui, scopre che il capo dell'azienda, Raisa Volkova, sta producendo un gas virale. In quel momento, Raisa distrugge i contenitori del gas e trasforma gli scienziati in demoni mutanti, mentre lei stessa in un demone in grado di manipolare l'elettricità. Riuscito ad avere la meglio, Dracul porta la donna da Zobek per interrogarla riguardo ai discepoli.
Intanto, Dracul viene riportato nel passato dove Trevor gli dice che deve recuperare gli Artigli del Caos, potere posseduto dalle gorgoni Euriale, Steno e Medusa. Arrivato nelle fondamenta del castello, la Città dei Dannati, incontra per prime Euriale e Steno: le donne gli dicono che Medusa ha il potere del Caos, ma per arrivare al loro palazzo dovrà liberare il Chupacabra, un folletto dispettoso e ladruncolo. Liberatolo, il Chupacabra apre il passaggio a Dracul verso il palazzo delle gorgoni. Qui, riacquista gli Artigli del Caos; arrivano anche Euriale, Steno e Medusa: quest'ultima, però, è contaminata dal sangue del castello e fa lo stesso con le sue sorelle che, unendosi, formano un gigantesco mostro serpentino: la Gorgone. Dracul riesce a evitare gli attacchi infuocati e pietrificanti del mostro e trasforma lo stesso in una statua di pietra.
Nel presente, Zobek ha cercato di interrogare Raisa (anche leggendo la sua mente), ma senza successo; tuttavia, se potessero farla tornare normale potrebbe dire qualcosa. A tal proposito, Dracul pensa che ci sia un antidoto nell'azienda, e così decide di andarlo a recuperare. Lo spettacolo che vede fuori è a dir poco catastrofico: il gas ha trasformato la maggior parte dei cittadini in demoni e le forze militari hanno schierato agenti antisommossa e mech per contenere la minaccia. Dracul scende nella metropolitana, dove un treno della Bioquimek sta partendo per tornare al quartier generale. Salito a bordo, Dracul deve vedersela con un demone che ha dirottato il treno, ma alla fine riesce a salvarsi prima che si schianti. Arrivato alla fermata successiva, Dracul incontra il servitore di Zobek, mandato da lui per proteggerlo. I due proseguono finché Zobek non lo richiama.
Uscito dalla metropolitana, Trevor rimanda il padre nel passato perché qualcuno cerca di fare del male a sua madre, Marie. Arrivato, Dracul scopre che quel qualcuno è Carmilla, il precedente Signore dell'Ombra che Dracul, quando era Gabriel Belmont, uccise. La vampira si dimostra stranamente servizievole a Dracul, e con uno stratagemma gli fa bere il suo sangue, ma è una trappola: il sangue di Carmilla (che ora è dentro Dracul) diventerà più forte man mano che lui si indebolirà, fino a farlo diventare suo servitore. In suo aiuto viene, però, proprio Marie. Quest'ultima, davanti al dubbio del marito, si scusa per come sono andate le cose che hanno portato alla nascita di quello che Gabriel è; per tutta risposta, Dracul le rinfaccia che è stata un'ingenua a fidarsi della Confraternita della Luce (dato che forse sapevano anche del destino di suo figlio Trevor); ma Marie intende davvero salvare il marito dalla sua condizione, e così gli dona il suo sangue, con il quale potrà contrastare l'incantesimo di Carmilla. Fuori dal castello, il Principe delle Tenebre e il Signore Oscuro dei Vampiri hanno finalmente il loro atteso scontro, dove Dracul sottrae a Carmilla il potere di trasformarsi in nebbia, e infine la impala.
Ritornato nel presente, Dracul si infiltra nei laboratori della Bioquimek e prende l'antidoto. Ritornato da Zobek, lo inietta a Raisa; l'antidoto funziona, ma permette a Raisa di avere le sembianze della sua vera forma demoniaca, rivelando anche che lei è la figlia di Satana, il primo dei tre discepoli. Dracul riesce, dopo un duro scontro, a sconfiggerla, ma viene riportato di nuovo nel passato.
Qui, Trevor gli dice che per recuperare la memoria dovrà ricomporre lo Specchio del destino. Dracul si mette in cerca dei pezzi. Il primo è sotto la protezione di Agreus, il fratello di Pan. Il dio della foresta gli rinfaccia di aver ucciso il fratello solo per dominare il mondo, ma Dracul cerca di spiegargli che proprio come Pan, lui è stato ingannato per una causa in cui credeva; ma l'odio di Agreus gli impedisce di ragionare e si batte ferocemente contro il vampiro, finendo però sconfitto.
Recuperato il primo frammento, Dracul scopre che il prossimo è custodito dal Giocattolaio, il suo vecchio servitore. Nel teatro, Dracul scopre la storia dell'uomo: un tempo, lui era il miglior allievo di Rinaldo Gandolfi, ma decise di usare le sue conoscenze per costruire giocattoli per bambini. La sua fama si diffuse dovunque. Un giorno, bussò alla sua porta un certo Walter Bernhard, che gli promise di vivere nel suo castello in cambio del suo aiuto. Ma una volta nel castello, il Giocattolaio scoprì che Walter era membro di una famiglia di occultisti, e per renderlo suo schiavo evocò un demone che corruppe l'anima gentile del vecchio. Tuttavia, la sua gentilezza rimase dentro di lui, e quando vide un bambino gli affidò il suo cuore in modo che un giorno glielo avrebbe ridato. Il cuore stesso è un pezzo del teatro e Dracul lo usa per riportare in vita il Giocattolaio. Quest'ultimo è affetto da amnesia, e non ricorda il volto del suo padrone, ma acconsente di dargli il frammento dello Specchio. Il sangue del castello possiede il Giocattolaio, facendo riemergere il suo lato oscuro. Dracul si batte contro i personaggi del teatro, trasformati in macchine di morte, e, alla fine, libera il Giocattolaio dalla presa del sangue. Una volta dato il frammento, il "vecchietto" riconosce Dracul, che gli augura di prendersi cura del suo cuore.
Ritornato da Trevor, il ragazzo gli dice che manca un frammento, ma non si trova nel castello, però sa chi ce l'ha. Riportato al presente, Zobek informa Dracul che i rimanenti discepoli hanno saputo della morte di Raisa e che stanno cercando il responsabile. Informa anche che qualcun altro lo sta cercando nella cattedrale dove prima stava dormendo. Giunto sul posto, Dracul vede un uomo vestito in modo molto simile a lui quando era Gabriel. L'uomo viene però inseguito dal demone Abaddon. Inseguitoli, Dracul sconfigge Abaddon e si rimette sulle tracce dell'uomo. Lo ritrova dentro una chiesa dove si scontrano, finendo nel sottosuolo. Alla fine, l'uomo si rivela essere Victor Belmont, l'ultimo discendente dei Belmont (e quindi di Dracul) e attuale comandante della Confraternita della Luce, che hanno messo al sicuro tutti i cittadini non ancora infettati dal virus. Resosi conto che Dracul non è lì per ucciderli, lo aiuta a trovare i discepoli. Una volta fuori, vengono raggiunti dal servitore di Zobek e combattono un manipolo di demoni. Alla fine, Victor decide di sacrificarsi per attirare il discepolo allo scoperto. Infatti, il discepolo prende il controllo della statua della piazza e ferisce a morte Victor. Avvicinandosi a lui, Dracul scopre che Victor è colui che ha l'ultimo frammento dello Specchio del destino.
Ritornato nel passato, Dracul ricompone con Trevor lo Specchio. A questo punto, il sangue del castello scatena tutta la sua furia: assorbe Trevor e si rivela per quello che è veramente: lui è il lato oscuro di Dracul, il vampiro avvolto da oscurità pura che brama la distruzione del mondo. Dracul recupera dal suo io malvagio le Ali Demoniache e lo sconfigge, liberando Trevor. Ricongiuntosi anche con Marie, Dracul ritorna nel presente, giusto in tempo per vedere Victor dissolversi davanti a lui. Zobek lo informa che il discepolo si trova nell'edificio vicino alla piazza, un'azienda che è il più grande fornitore di armi al mondo, con un'enorme influenza politica ed economica. Superati i sistemi di sicurezza, Dracul incontra Nergal Meslamstea, il secondo figlio di Satana. Dracul lo attira nel suo castello, dove il potere del discepolo diminuisce notevolmente; ma, per contrastarlo, Nergal prende possesso delle statue dei tre Cavalieri della Tempesta: Tuono, Fulmine e Vento. Sconfitti i Cavalieri, Dracul uccide Nergal.
Ritrovato Trevor, quest'ultimo, prima di rimandarlo nel presente, gli fa promettere che, alla fine, di tutto lui sceglierà la sua famiglia. Ora rimane solo un discepolo. Zobek lo rintraccia in una basilica e manda il suo servitore ad aiutare Dracul. Il terzo discepolo è il falso cardinale Guido Szandor, che intende riportare Satana sulla Terra. Prima che Dracul possa interferire, il servitore lo paralizza e Dracul si ritrova nel passato. Qui, grazie allo Specchio del destino, riesce ad arrivare alla sala del trono del castello, il posto dove si trovano i suoi ricordi. Salutati Trevor e Marie, Dracul apre un libro, e i ricordi della battaglia contro la Confraternita della Luce ritornano in lui: dopo aver sconfitto l'esercito della Confraternita, Dracul venne raggiunto da suo figlio Trevor, divenuto il vampiro Alucard. Questa volta non è venuto per affrontarlo, ma per permettergli di liberarsi della sua immortalità: infatti, se Zobek e Satana sapranno che Dracul è scomparso, usciranno allo scoperto, ma Zobek, che non può affrontare Satana da solo, chiederà l'aiuto di Dracul (nella speranza che sia ancora vivo): infatti Zobek, per convincerlo ad aiutarlo, gli prometterà il riposo eterno grazie all'Ammazzavampiri. In questo modo, però, alla fine Zobek regnerà sulla Terra, ma i due faranno in modo che Satana venga evocato, cosicché Zobek li potrà affrontare, e alla fine si occuperanno di Satana. Dracul accetta e Alucard trafigge il suo cuore con la sua spada Crissaegrim, forgiata dal frammento dell'Ammazzavampiri estratto dal cadavere di Carmilla quando Gabriel la uccise; in questo modo, Dracul non potrà più riprendersi finché la Crissaegrim non verrà tolta dal suo corpo; Alucard gli promette che si rincontreranno quando poserà la mano sulla sua spalla.
Nel presente, Dracul vede il servitore di Zobek con la sua mano posata sulla sua spalla, e una volta toltosi l'elmo si rivela essere proprio Alucard. Padre e figlio sono felici di rivedersi dopo tanto tempo. Nel frattempo, Szandor si teletrasporta nel luogo dove Satana vuole essere evocato. Zobek, scoperto l'inganno di Alucard, si teletrasporta nella basilica e assume la sua vera forma di Signore Oscuro dei Negromanti, la Morte in persona, e affronta Dracul. Alla fine, Zobek, riconoscendo l'ironia della situazione, viene sconfitto dal suo vecchio nemico.
A questo punto, non resta che trovare Satana. Lo rintracciano nella stessa cattedrale dove era rimasto Dracul in tutti questi secoli. Una volta evocato, Satana uccide Szandor per la sua incompetenza e rivela il suo piano ai due vampiri: distruggere il mondo! Evoca, quindi, un gigantesco Leviatano, ma prima che la creatura possa distruggere la Terra, Dracul e Alucard riescono a eliminarlo. Vedendo il suo piano fallito, Satana si impossessa di Alucard, nel tentativo di riuscire a sconfiggere Dracul, ma quest'ultimo, con un inganno, lo fa uscire dal corpo di suo figlio e lo trafigge con l'Ammazzavampiri. Dracul riesce a rianimare in tempo Alucard prima che muoia. Ora che i suoi nemici sono stati eliminati, Dracul potrà avere il riposo che vuole, ma dopo aver guardato un'ultima volta lo Specchio del destino lo frantuma, affermando che nessuno conosce appieno il destino, e rientra nella cattedrale, mentre il sole sta finalmente per sorgere.

### Revelations
Poco prima dell'inizio dell'avventura, Alucard, il figlio di Dracul, rimuove la spada Crissaegrim dal corpo del padre per permettergli di ridestarsi. A questo punto, Alucard non dovrà fare altro che aspettare il servitore di Zobek, ucciderlo e prenderne il posto. Ma proprio in quel momento, arriva sua madre Marie, la quale gli dice che i servitori del castello, comandati dal sangue del castello, stanno nascondendo la Spada del Vuoto e gli Artigli del Caos, che Dracul dovrà riprendere se vorrà redimersi. Alucard si fa trasportare da sua madre nel passato, nel Castlevania in rovina.
Il suo primo obiettivo è la Spada del Vuoto: Alucard vede che i Servi dei sotterranei e i Custodi la stanno nascondendo nelle sale appartenenti al Giocattolaio. Sconfitti tutti i Servi e i Custodi, Alucard affronta il Custode della spada, reso più forte grazie all'energia del Vuoto di quest'ultima, e, alla fine, gliela strappa dalle mani e lo uccide.
Portata la spada nella Sala del Vuoto, Alucard viene mandato da Marie a recuperare gli Artigli del Caos nei più profondi meandri del castello, dove Dracul si rintanò dopo aver sconfitto il Dimenticato. Qui, il sangue del castello lo ostacola di persona insieme ai servi del castello da esso corrotti; Alucard, però, riesce a superare tutte le trappole del castello e ritrova il Potere del Caos in una raffigurazione di Euriale, Steno e Medusa, per poi darlo in custodia alla statua all'interno del covo delle Gorgoni.
Recuperate le reliquie, Alucard ritorna nel presente, dove affronta il servitore di Zobek, e, una volta sconfitto, gli prende la sua armatura, informando Zobek del risveglio di Dracul.

## Personaggi
Dracul
Chiamato anche Principe delle Tenebre, è la nuova identità di Gabriel Belmont, che diventa un vampiro dopo essere stato maledetto dalla profezia che gravava sui Signori dell'Ombra. Il suo scopo è quello di porre fine per sempre alla sua immortalità. Doppiato da Robert Carlyle.
Zobek
Il Signore dei Negromanti, il lato oscuro di uno dei tre membri fondatori della Confraternita della Luce. Precedentemente ostile a Gabriel, lo aiuterà per difendersi da Satana e dai suoi seguaci. Nella sua vera forma di Signore Oscuro dei Negromanti diventa la personificazione della Morte stessa. Doppiato da Patrick Stewart.
Alucard
Il figlio di Dracul, precedentemente Trevor Belmont. È la mente che si cela dietro tutti gli avvenimenti, in quanto molto tempo fa, con il padre, ideò un piano per distruggere i suoi nemici. Nel DLC Revelations vengono narrati gli eventi precedenti alla storia, con lui protagonista. Doppiato da Richard Madden.
Trevor Belmont
È la personificazione dell'umanità residua di Dracul, che prende la forma di Trevor quando era bambino. Aiuterà il padre a recuperare i suoi ricordi rinchiusi nel Castlevania. Doppiato da Stuart Campbell.
Marie
La moglie di Gabriel, madre di Trevor. Uccisa da Gabriel nel primo episodio a causa di un maleficio di Zobek, ritorna come fantasma. Doppiata da Natascha McElhone.
Victor Belmont
L'ultimo rimasto della stirpe dei Belmont e attuale comandante della Confraternita della Luce. Inizialmente ostile a Dracul, si alleerà con lui per aiutarlo a sconfiggere i discepoli di Satana. Utilizza le stesse armi che Gabriel usò molto tempo fa, tra le quali una copia della Croce da battaglia. Prima di sacrificarsi, dirà a Gabriel che ora lui è l'ultimo Belmont. Doppiato da Anthony Howell.
Chupacabra
Il Chupacabra è un folletto (già apparso nel precedente episodio) che gestisce il suo negozio - pieno di oggetti rubati - nel castello di Dracul. A causa della sua vivacità e scaltrezza, venne imprigionato perché non potesse più disturbare. Dracul lo dovrà liberare per fargli aprire la via verso il covo delle Gorgoni. Alla fine, riaprirà il suo negozio. Doppiato da Matthew Clancy.
Euriale, Steno, Medusa
Sono tre ragazze serve di Dracul, ispirate alle omonime figure della mitologia greca, differenziandosi per l'aspetto giovanile ma malandato, un serpente avvolto su ognuna e movimenti convulsi e scattanti. Un tempo vivevano nella città di Agharta e sopravvissero alle Guerre dei Negromanti contando sempre su sé stesse, finendo però corrotte. Una volta al servizio di Dracul, divennero le guardiane dei sotterranei del castello. Il sangue del castello le infetterà, trasformandole in un mostro serpentino a tre teste chiamato Gorgone, la personificazione della loro ossessione. Doppiate da Mimi Keene.
Carmilla
Il precedente Signore Oscuro dei Vampiri, sconfitta da Gabriel nel precedente episodio. Carmilla non è altro che un'"eco" del vero Signore dell'Ombra creato dal sangue del castello. Cercherà di sedurre Dracul per farlo diventare suo servitore, ma il Principe delle Tenebre riuscirà a sconfiggerla definitivamente, anche grazie all'aiuto di Marie. Doppiata da Sally Knyvette.
Agreus
Il fratello di Pan. Insieme a lui, governava la natura del mondo. Quando Pan fu sconfitto da Gabriel, cadde in una profonda depressione e cominciò ad occupare anche il posto del fratello; tuttavia, ancora sconvolto per la perdita di Pan, causò carestie ed epidemie sul mondo, finché non si ritirò nel suo giardino segreto. Scoperto che Gabriel stava per conquistare il mondo, in lui nacque un odio profondo per il vampiro per aver insultato il sacrificio di suo fratello, e aspetta soltanto il momento di trovarselo nel suo terreno di caccia. Doppiato da Aleksandar Mikic, stesso doppiatore di Pan.
Giocattolaio
Il Giocattolaio fu l'allievo prediletto del grande Rinaldo Gandolfi, e usò il suo sapere per creare giocattoli per bambini. La sua fama attirò Walter Bernhard, che lo trasformò in un suo malvagio servo. Tuttavia, la gentilezza del Giocattolaio sopravvisse, e incontrato un bambino gli donò il proprio cuore. Dracul lo fece diventare uno dei suoi servitori, manipolando il suo lato oscuro; ma alla fine, il sangue del castello farà rivoltare il Giocattolaio contro il proprio padrone, che riuscirà a liberarlo. Doppiato da Mark Lewis Healy.
Dracula interiore
Il Dracula interiore è la vera identità del sangue del castello. Egli è la personificazione dell'odio di Dracul, creato dal risentimento di Gabriel verso Dio. L'aspetto che ha è quello del tronco di Dracul, ma dai connotati grotteschi; all'occorrenza, si può riparare all'interno di un enorme golem di carne sanguinolenta. Doppiato da Robert Carlyle.
Raisa Volkova
Raisa è la prima dei discepoli e figlia di Satana. Vuole guadagnarsi il rispetto di suo padre, per questo cerca in tutti i modi di assecondare ogni suo ordine. A causa del virus da lei stessa creato, si trasforma in un demone in grado di manipolare l'elettricità. Nella sua forma come Figlia di Satana diventa un'enorme sfinge demoniaca con una grossa bocca, che, in realtà, è il suo busto umano. Doppiata da Alex Childs.
Nergal Meslamstea
Nergal è il secondo discepolo e figlio di Satana. Di aspetto decrepito e magro, è però un tipo calmo e riflessivo e usa, come sua sorella Raisa, poteri basati sull'elettricità, ma può anche possedere oggetti inanimati. Doppiato da Alastair Parker.
Guido Szandor
Szandor è il terzo discepolo e figlio di Satana. Sotto le vesti di un cardinale della Chiesa, Szandor è, in realtà, il capo del culto di Satana, il quale esercita una grande influenza sulle persone. Doppiato da Mark Lewis Jones.
Satana
L'angelo caduto, il Diavolo in persona, sconfitto da Gabriel, nonostante avesse usato la Maschera di Dio. Dopo molto tempo, i suoi demoni stanno preparando la Terra per il suo ritorno, slegandolo dai legami dell'Inferno, in modo che possa distruggere il mondo. Rispetto alla precedente versione, appare più pallido, muscoloso, gli occhi sono viola, dalla vita in giù è protetto da una corazza nera e dietro alla vita sono presenti due ali nere piumate. Doppiato da Jason Isaacs.

## Modalità di gioco
Il gioco offre un gameplay tipico degli action in terza persona, un tasto per l'attacco pesante, un altro tasto per attacchi ad area più ampi, uno per saltare, la possibilità di schivare e parare i colpi avversari ecc. Nel gioco sono disseminate aree e segreti raggiungibili solo con determinati oggetti e abilità sbloccabili nel corso dell'avventura, pertanto è possibile tornare sui propri passi dopo aver superato una determinata area. Una novità è rappresentata dalla possibilità di muovere la telecamera a 360 gradi, non essendo più fissa come nel precedente episodio.

## Accoglienza
Il gioco è stato accolto in maniera meno positiva del precedente capitolo, seppur ampiamente sopra la sufficienza, il titolo è stato criticato per il gameplay, sensibilmente peggiorato rispetto al capitolo precedente, giudicato caotico a causa della telecamera non più fissa ma movibile dal giocatore a 360 gradi, il che ha reso difficoltosi gli scontri con i nemici più numerosi, specialmente in aree piccole. È stato anche criticato il design dei livelli e del mondo di gioco in generale, aspetto invece lodato del precedente episodio, giudicato questa volta senza più quel lato artistico e quel carisma tipico della serie, anche a causa della decisione di ambientare il titolo al tempo presente. Anche la storia e la grafica non sono riuscite a convincere pienamente la criticità specializzata.